# سينغوكو باسارا
سينغوكو باسارا (باليابانية: 戦国BASARA)، هي سلسلة لعبة فيديو يابانية، أنتجها وطورها شركة كابكوم اليابانية، بدأت إصدار أول لعبة واسمها ديفيل كينغ «ملوك الأشرار» بداية عام 2005م، وأصدرت في اللحظة الأخيرة عام 2014م تحت عنوان : سينغوكو باسارا 4، وتدور قصة اللعبة حول فترة المقاطعات المتحاربة في اليابان.

## الإصدارات

### سينغوكو باسارا
واسمها باللغة الإنجليزية «ديلفز كينغ» ، وصدرت اللعبة عام 2005م، وتعد الجزء الأول من السلسلة.

### سينغوكو باسارا 2
صدرت عام 2006م، وتدعم نظامي التشغيل بلاي ستيشن 2 و نينتندو وي.

### سينغوكو باسارا إكس
صدرت عام 2008م.

### سينغوكو باسارا: معركة الأبطال
صدرت عام 2009م بنظام بلاي ستيشن بورتبل.

### سينغوكو باسارا 3
صدرت عام 2010 وتعمل على نظامي بلاي ستيشن 3 ونظام نينتندو وي.

#### سيتفوكو باسارا: أبطال الكرونكيل
صدرت عام 2011م، وتعمل بنظام بلاي ستيشن بورتبل.

### سينغوكو باسارا 4
صدرت عام 2014م، وتعمل لنظام بلاي ستيشن 3.

## وصلات خارجية
- الموقع الرسمي
- Official Sengoku Basara 3 Stage Play website